# Vânia Mello
Vânia Mendonça Mello Kraus (Belo Horizonte, 18 de março de 1963) é uma ex-voleibolista indoor brasileira que atuou na posição de meio pelos clubes que defendeu e também na Seleção Brasil, e representando-a conquistou a medalha de prata no Campeonato Sul-Americano de 1987 no Uruguai,participando de uma edição da Copa do Mundo em 1985,do Campeonato Mundial de 1986 e foi semifinalista nos Jogos Pan-Americanos de 1987 nos Estados Unidos.

## Carreira
Aos 10 anos de idade começa no Minas Tênis Clube, com 16 anos foi convocada para Seleção Brasileira na categoria infanto-juvenil e juvenil[carece de fontes?].Foi atleta do Pão de Açúcar/Colgate, fez parte da geração que iniciou a trajetória do departamento de voleibol da Nossa Caixa/Recra na década de 1990, através de investimentos de empresas públicas e privadas, apresentando uma equipe forte que além dela tinha grandes talentos como:Isabel Salgado, Estefânia de Souza, Virna Dias e Fernanda Venturini cuja principal conquista foi histórico título da Liga Nacional 1993-94, nomenclatura esta da competição antecessora a Superliga Brasileira A.
No ano de 1985 foi convocada para Seleção Brasileira para disputar a Copa do Mundo no Japão, e com as companheiras de seleção fizeram uma boa campanha ao encerrar na sexta posição, tal feito melhorou em duas posições em relação a edição de 1981, nesta temporada defendia o Paulistano.
Integrou a seleção principal novamente em 1986 quando disputou o Campeonato Mundial sediado em Praga, na extinta Tchecoslováquia, e a exemplo da temporada 1985 Regina com suas companheiras fizeram uma boa campanha neste Mundial, terminando na inédita quinta colocação neste ano era jogadora do Pão de Açúcar/Colgate.
No ano de 1987, Vania teve continuidade na seleção, e disputou sua segunda edição de Jogos Pan-Americanos. Competiu no Pan de Indianópolis de 1987 e terminou na quarta colocação.No mesmo ano disputou o Campeonato Sul-Americano realizado em Punta del Este, mesmo a seleção peruana não contando com todas suas grandes estrelas, o Brasil deixou escapar o título, ficando com a prata.
Em 1992 transfere-se para o voleibol italiano e atuou pelo extinto clube Babini Ancona quando disputou por este a Liga A2 Italiana correspondente a temporada 1992-93.Retornou ao Brasil na temporada seguinte e voltou atuar na Itália pelo Despar Perugia, desta vez disputou a Liga A1 Italiana, mas o time não foi bem, não marcando nenhum ponto e encerrando na décima primeira posição, ou seja, penúltima posição e pela Copa Itália avançou até as oitavas de final.
Em 1999 começou como técnica nas categorias de base  da Recra.Vânia formou-se no Colégio Marista Dom Silvério na cidade de Belo Horizonte em 1979 e graduou-se em Educação Física pela Universidade Federal de Minas Gerais. Atualmente exerce a função de treinadora conforme mencionado e é casada com Frank Kraus, mãe de Alex e André Kraus, que seguem seus passos de atleta de voleibol.Além disso disputou competições na categoria máster, competiu em Brasília na vigésima segunda edição do Campeonato Brasileiro de Voleibol Máster, competindo pelo time Damas do Vôlei do Mackenzie que representou nesta competição o Estado de Minas Gerais.
Conquistou pelo Minas Tênis Clube na cidade de  Santos-SP os títulos do Open Master Voleibol 2014 em duas categorias o primrio na categoria 45+ e outro na 50+.

## Títulos e resultados
- Jogos Pan-Americanos:1987[7]
- Liga Nacional:1993-94[1]